# カマストラ
カマストラ（イタリア語: Camastra）は、イタリア共和国シチリア自治州アグリジェント県にある、人口約2,000人の基礎自治体（コムーネ）。

## 地理

### 位置・広がり

#### 隣接コムーネ
隣接するコムーネは以下の通り。
- リカータ
- ナーロ
- パルマ・ディ・モンテキアーロ